# Woiwodschaft Krakau (bis 1795)

Die Woiwodschaft Krakau (rot) im Königreich Polen-Litauen

Die Woiwodschaft Krakau (Polnisch: Województwo krakowskie, Lateinisch: Palatinatus Cracoviensis) war eine Verwaltungseinheit in der Kleinpolnischen Provinz als Teil des Königreiches Polen beziehungsweise Polen-Litauens. Sie bestand vom 14. Jahrhundert bis 1795. Sitz des Woiwoden war die Stadt Krakau. Die Sejm-Abgeordneten trafen sich regelmäßig in Proszowice zu einem Generalsejmik.
Der im Jahr 1564 durch Vereinigung des Herzogtums Auschwitz und des Herzogtums Zator entstandene Kreis Schlesien war in die Woiwodschaft Krakau inkorporiert, im Jahr 1790 folgte das Herzogtum Siewierz.
Die Woiwodschaft galt als eine der reichsten in Polen. Diesen Reichtum verdankte sie u. a. den Salzbergwerken Wieliczka und Bochnia. 
In der zweiten Hälfte des 16. Jahrhunderts gab es 73 Städte. Davon befanden sich 40 im Besitz des Königs, 11 im Besitz des Klerus, 22 in Privatbesitz. Die größte Stadt mit über 5000 Einwohnern war Krakau, gefolgt von Biecz, Częstochowa, Nowy Sącz und Żarnowiec mit je über 2000 Einwohnern. Im 16. Jahrhundert gab es außerdem 2504 Dörfer, davon verzeichneten 283 Dörfer jeweils mehr als 200 Einwohner.
Die Mehrheit der Einwohner gehörte der römisch-katholischen Kirche an. Die Woiwodschaft umfasste über die Hälfte des Bistums Krakau. Um das Jahr 1600 gab es 483 Pfarreien, davon hatten 472 ihren Sitz in der Woiwodschaft (ohne Berücksichtigung einzelner Ausnahmen im Bistum Krakau). Um die Jahrhundertwende des 17. Jahrhunderts bestanden außerdem etwa 110 protestantische Gemeinden (darunter 27 im Kreis Schlesien und 25 im Kreis Proszowice). Im späteren 15. Jahrhundert wurden die Karpaten im südlichen Teil der Woiwodschaft (Kreise Biecz und Nowy Sącz) im Zuge der walachischen Kolonisation besiedelt. Am Ende des 16. Jahrhunderts gab es 28 orthodoxe Pfarreien, nach der Union von Brest stieg diese Zahl bis zum Jahr 1765 auf einhundert, diesmal aber griechisch-katholische Pfarrkirchen.
Die Mehrheit der jüdischen Bevölkerung lebte um 1600 in 14 Städten: Będzin, Bobowa, Bochnia, Dobczyce, Jasło, Kazimierz, Lanckorona, Lelów, Nowy Sącz, Olkusz, Oświęcim, Pilica, Sławków, Uście Solne.
Im Zuge der Ersten polnischen Teilung 1772 ging der größte Teil des Gebietes ohne Krakau an Österreich und wurde in das neu geformte Kronland Galizien und Lodomerien integriert. Später folgten Krakau und der restliche Teil des Gebietes (ohne Siewierz) in der dritten polnischen Teilung.

## Kreise

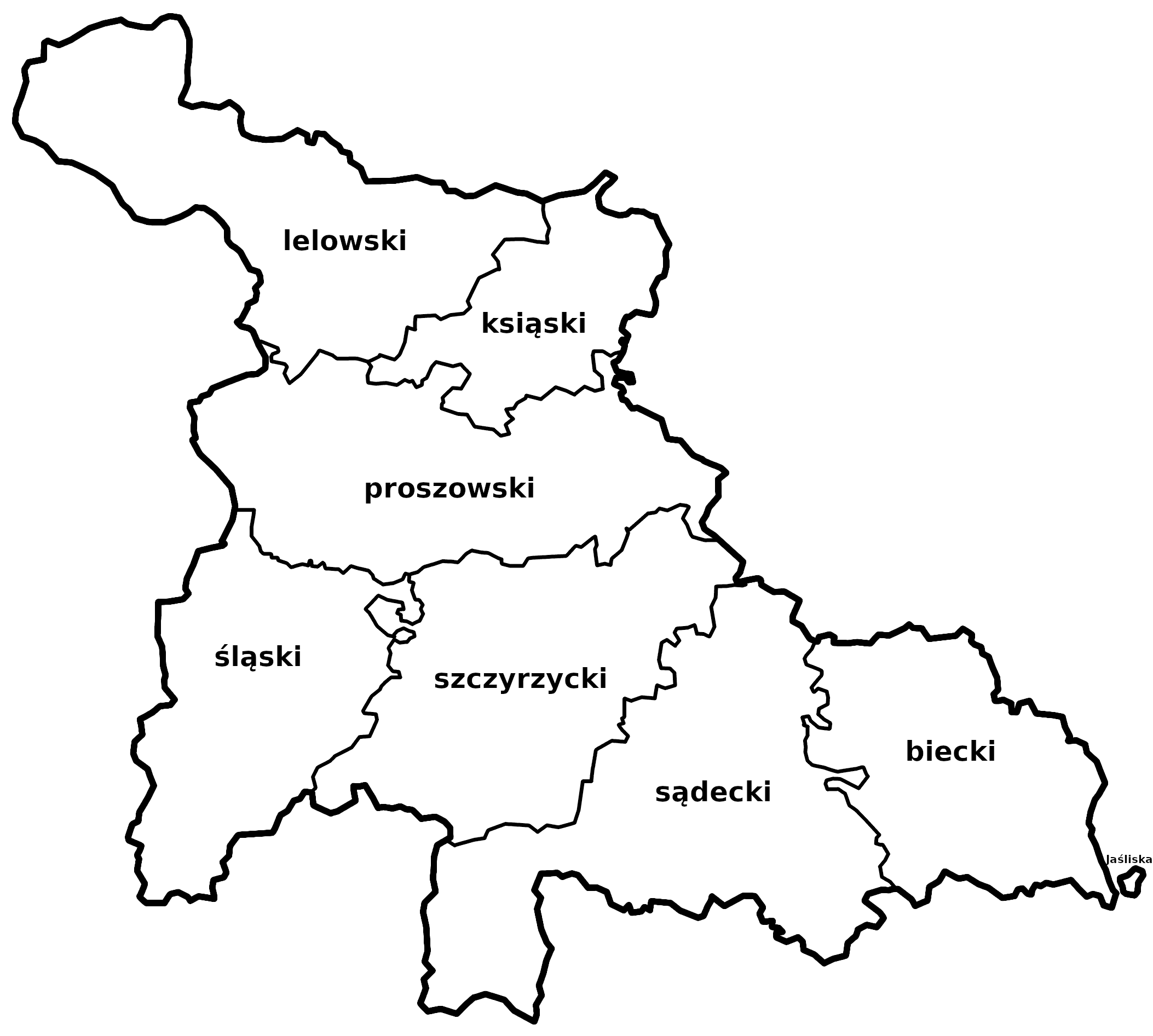
Kreise um 1600

- Proszowice
- Lelów
- Szczyrzyc
- Książ
- Sącz
- Biecz
- Schlesien

## Weblink
- Jacek Laberschek: Ausführliche Karte der Woiwodschaft Krakau im späten Mittelalter, mit den Herzogtümern Auschwitz, Zator und Siewierz und der polnischen Verpfändung von Zips, PAN